# Parlograph

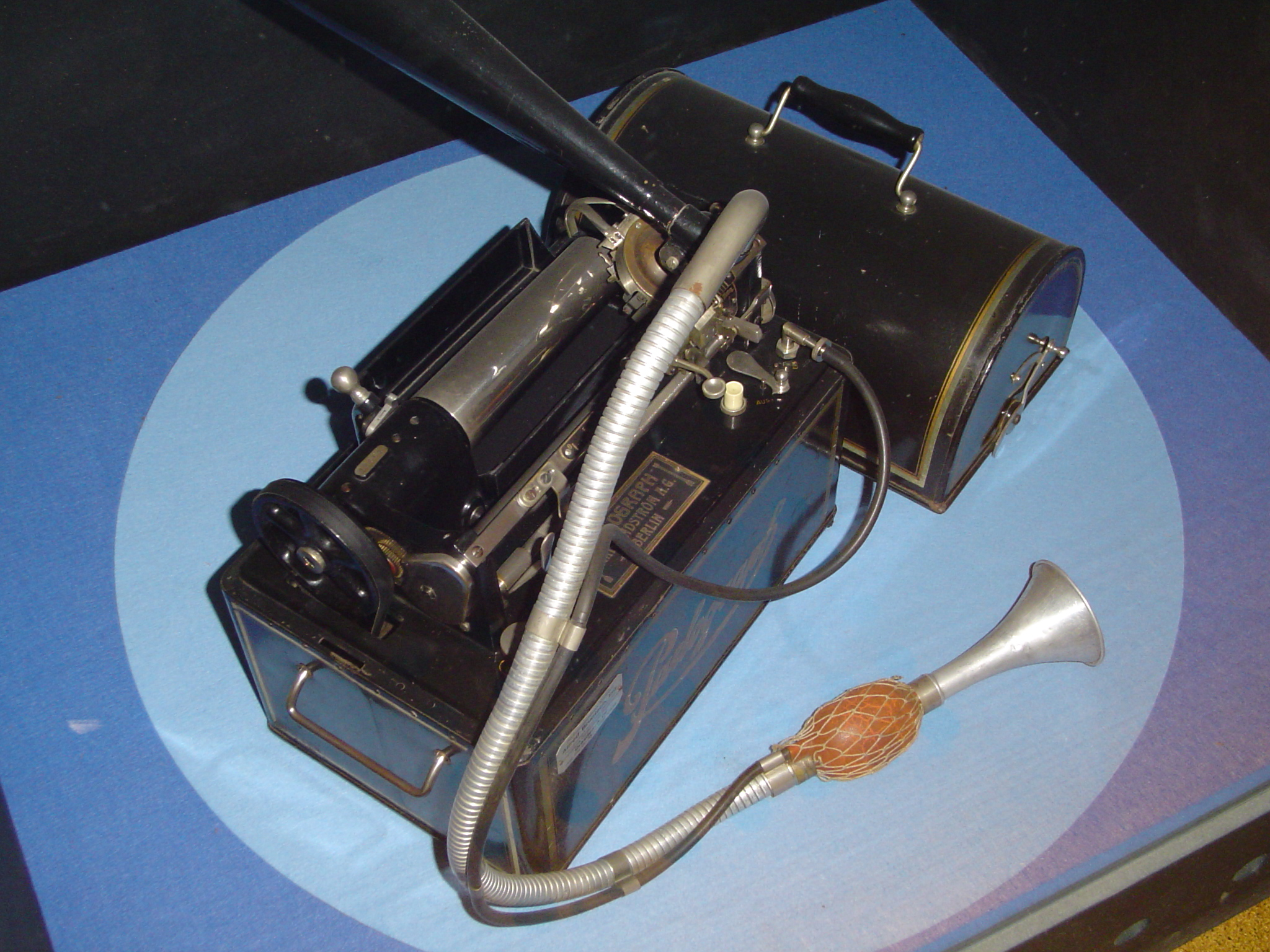
Parlograph

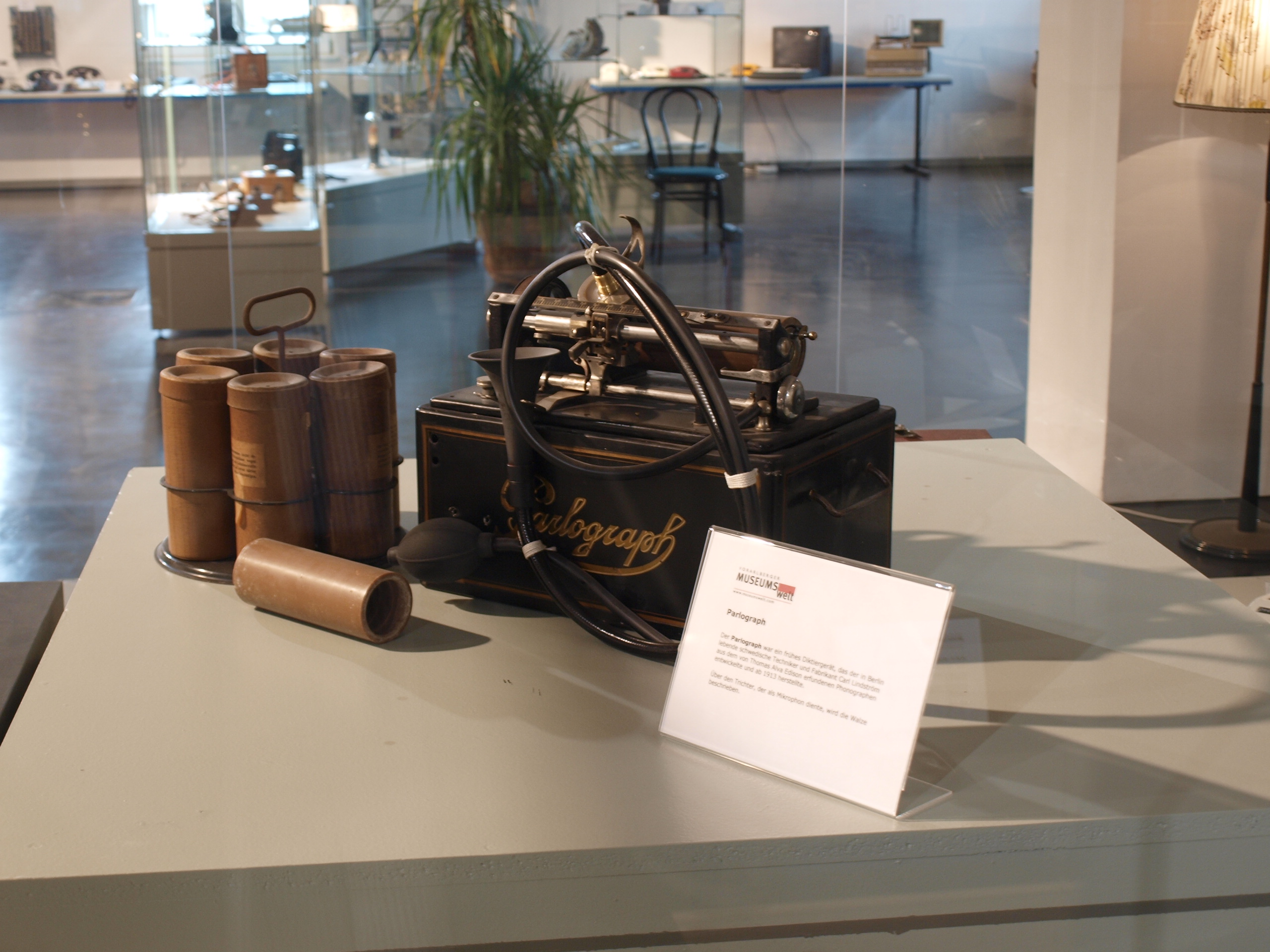
Parlograph mit passenden Wachswalzen als Speichermedium im Vorarlberger Elektromuseum.

Der Parlograph war ein frühes Diktiergerät, das der in Berlin lebende schwedische Techniker und Fabrikant Carl Lindström aus dem von Thomas Alva Edison erfundenen Phonographen entwickelte und ab 1910 herstellte. Die Werbung präsentierte das Gerät als Ersatz für die Stenographie.
Der Parlograph besaß eine Wachswalze und einen Schalltrichter für mechanische Aufnahme und Wiedergabe. Die Walze wurde bereits elektrisch mit einer Spannung von 110 V angetrieben. Ab 1910 wurde das Gerät in verschiedenen europäischen Ländern verkauft. Die Herstellung wurde durch den Ersten Weltkrieg unterbrochen. Ab 1916 wurde der Parlograph auch von der American Parlograph Corp. angeboten.
Der Schriftsteller Franz Kafka hat den Parlographen in seiner Erzählung In der Strafkolonie (1914) als groteskes Folterinstrument verewigt. Seine Freundin Felice Bauer arbeitete in einem Unternehmen, das Parlographen verkaufte. In einem Brief von 1913 schrieb Kafka scherzend an Felice: „Übrigens ist die Vorstellung ganz hübsch, dass in Berlin ein Parlograph zum Telefon geht und in Prag ein Grammophon, und diese zwei eine kleine Unterhaltung miteinander führen.“